# Paul Hermans (kunstschilder)
Paul Antoon Jacobus Hermans (Hasselt, 22 augustus 1898 – aldaar, 20 maart 1972) was een Belgisch-Limburgse kunstschilder.

## Levensloop
Paul Hermans werd geboren als zoon van Paulus Hermans, een Hasseltse uurwerkmaker wiens zaak gevestigd was in het huis De Gekroonde Haen (later De Fezanthaen genoemd) in de Nieuwstraat (anno 2010 Koning Albertstraat). Zijn moeder was Ludovica Vandenhoudt, een naaister-kleermaker. In 1923 verhuisde de familie naar de Ridderstraat 34 waar Paulus Hermans vanaf dan de kost verdiende als opticien, een van de vier die de provincie telde.
Een van de vier technici in dienst volgde les aan de plaatselijke tekenacademie en geraakte bevriend met de zoon des huizes. Onder zijn invloed en die van een leraar van het Sint-Jozefscollege van Hasselt ging Paul lessen volgen bij Lucien Nolens, een leerling van Djef Anten. Nolens zag het talent van Hermans en verwees hem in 1919 naar Brussel waar Paul zich inschreef aan het Hoger Instituut van Schone Kunsten waar hij zowel dag- als avondonderwijs volgde. Bij Constant Montald volgde hij een cursus in monumentale kunst. In deze beginperiode was Hermans gefascineerd door de Franse schilder Jean-Baptiste Corot van wie hij het subtiele gebruik van groene tinten leerde.
Zijn algemene ontwikkeling bewees hij door een speciale prijs anatomie en biologie te behalen aan de Vrije Universiteit Brussel, de prijs Pirenne voor antieke tot hedendaagse geschiedenis, een brevet in heraldiek, egyptologie en voor de geschiedenis van Meden en Perzen.
Zijn einddiploma (1923) behaalde hij met grootste onderscheiding met bijzondere prijzen in schilderen, tekenen, in de decoratieve en vrije kunst en de gouden medaille van koning Albert en koningin Elisabeth.

### Eerste Brusselse periode
Paul Hermans vond een onderkomen in Sint-Joost-ten-Node waar hij naast een bakkerij zijn eerste schildersatelier inrichtte. Zijn grootste plezier vond hij als hij samen met zijn vrienden kon fuiven, tot ergernis van de hardwerkende bakker die de feestjes verstoorde door zijn sierpluimvee het atelier in te jagen. Uiteindelijk moest Paul opkrassen en op straat gezet. Zijn leven als bohemien, op de rand van het excentrieke koesterde hij. Hij weigerde een aanbod om als docent te werken aan de academie waar hij was afgestudeerd. Als individualist wilde hij niet in de leefwereld van een academie-professor stappen maar de kunst beoefenen omwille van de kunst.

### Hermans en Van Ruysdael
Periodes van commercieel succes wisselde hij af met dagen met slechts water en brood. Hij aanvaardde een bestelling van een malafide kunsthandelaar om een imitatie te maken van een bekend kunstwerk van Salomon van Ruysdael. De schilderij moest de handtekening van Van Ruysdael dragen die overschilderd moest worden met een niet identificeerbare handtekening. Het doek werd per schip naar Amerika verzonden om het daar te verkopen. Een vennoot van de handelaar waarschuwde de douane per telegraaf dat een originele Van Ruysdael onder een valse naam naar Amerika werd verscheept. Het doek werd in beslag genomen en de authentieke handtekening van Van Ruysdael werd ontdekt. Een vonnis erkende het doek als een originele Van Ruysdael, waardoor de koper graag de invoerrechten en de extra geheven belasting voor frauduleus import betaalde. Musea in Amerika boden tegen elkaar op om de schilderij aan hun patrimonium toe te voegen.

### Hermans en zijn public relations
Hermans had enkele opdrachten uitgevoerd voor de militaire eenheid in Brussel waar hij zijn dienstplicht had vervuld. Dat zorgde ervoor dat hij bekendheid kreeg in hogere kringen en hij vertoonde zich graag op recepties en privéfeesten. Hij onderhield uitgebreide briefwisseling met mensen uit de mondaine wereld, ook als een poging om op die manier sociaal meer status te verwerven. In 1924 kreeg hij van de Belgische staat een reisbeurs naar Italië aangeboden. In Florence ontdekte hij uitgebreid het werk van Michelangelo en Rafaël Santi. Het werk van Rembrandt maakte zo een grote indruk op hem dat hij twee jaar lang niet meer spontaan schilderde.

### Tweede Brusselse periode
Hermans vond opnieuw een vaste verblijfplaats in Brussel, in de Berckmansstraat 49. Pas toen de Tweede Wereldoorlog uitbrak keerde hij definitief terug naar Hasselt waar zijn ouders voor hem een plaats voor een atelier voor hem reserveerden. In Brussel kon hij zijn contacten onderhouden en gemakkelijker naar het buitenland reizen. Aanvankelijk voelde hij zich aangetrokken tot de stijl van Willem Vogels, een voorloper van het impressionisme, later was het vooral Paul Cézanne die een stempel drukte op zijn tot 1930 getekende en geschilderde werken. Gouverneur Hubert Verwilghen gaf hem (en James Thiriar) in 1928-29 opdracht om kostuums en praalwagens te ontwerpen voor de optocht ter gelegenheid van het honderdjarig bestaan van België. In 1932 en 1934 stelde Hermans tentoon in Brussel, waren zijn werken te zien op de biënnale van Venetië en in Kopenhagen.

### De Vlaamse expressionisten en Hendrik Breitner
Hermans geraakte vanaf de jaren 1930 onder de invloed van Vlaamse expressionisten zoals Constant Permeke, Léon De Smet en Albert Saverys maar zonder de voor hen karakteristieke donkerbruine tonen. Van Maurice Utrillo en Maurice de Vlaminck leende hij de harde lijnen zonder schakering. Limburgers apprecieerden aanvankelijk zijn stijl niet maar later veranderde die houding.
Tijdens een studiereis naar Amsterdam in 1932 leerde hij het werk van George Hendrik Breitner kennen en werd gefascineerd door zijn landschappen, portretten en naakten. Hij gooide wat hij van de Vlaamse expressionisten had geleerd overboord en temperde zijn donkere tonen. Daar ontstonden zijn werken "Amsterdam", "Avond in Volendam", "Amsterdamse grachten" en "Dordrecht". De tonaliteit van zijn schilderijen verschoof naar matgrijze impressionistische tinten. In de vooroorlogse jaren exposeerde hij in Hasselt, Brussel, Antwerpen en Verviers.

### Parijs, Hasselt en Brussel
Diverse invloeden bepaalden ten slotte Hermans' definitieve stijl. Zijn onderwerpen koos hij uit alles wat indruk op hem maakte. Vanaf 1938 bezocht hij regelmatig Parijs, ontmoetingsplaats van kunstenaars, waar hij zijn geestesgenoten ontmoette. Ook hier kon hij feesten en fuiven. Alhoewel hij sinds zijn studieperiode Brussel had uitgekozen als vaste verblijfplaats, was hij regelmatig in Hasselt te zien. Zijn eeuwige glimlach, humor en melancholische natuur maakte hem tot volksfiguur die kon wenen in het bijzijn van anderen als zijn gevoelens werden geraakt. Door de oorlogsomstandigheden moest hij vanaf 1941 Brussel en daarmee ook reizen naar het buitenland opgeven. Het verbod van de Duitse bezetter om nog te exposeren was een bijkomende domper op zijn kunstenaarsleven.
De zorg voor zijn zieke moeder deed hem in 1941 terugkeren naar Hasselt (Ridderstraat 24, anno 2010 54). Hij verloor stilaan het contact met zijn vriendenkring en kunstenaars en vereenzaamde. Ook na de dood van zijn moeder in 1956 bleef hij in zijn geboortestad. Een opsteker was een retrospectieve tentoonstelling die in 1956 in de zaal "Onder de Toren" werd georganiseerd.
Tien jaar lang bleef hij het huurgeld voor zijn optrek in Brussel betalen alhoewel hij er nog amper kwam. In 1966 zegde hij dan toch het huurcontract op en haalde de schilderijen en de inboedel op.
In 1968 reisde hij voor de laatste keer naar Parijs. Bij een reis naar Portugal besefte hij dat verre tochten te zwaar werden. Toen men het huis in de Ridderstraat verkocht begon zijn zwerversbestaan. Een tijdlang woonde hij op een kamer in het pension Schoofs aan het Stationsplein. Hij liep een beenbreuk op toen hij door een auto werd aangereden op de hoek van de Schiervellaan en de Bampslaan. Na zijn herstel vond hij onderkomen in een appartement aan de Maastrichterstraat 109/3. Hier ging hij weer voor een korte periode schilderen. Hij moest later weer opgenomen worden, ditmaal in het universitair Bordet-ziekenhuis in Brussel waar zijn gehoor werd beschadigd door een operatieve ingreep.
In 1971 bracht de Limburgse gouverneur Louis Roppe hem de boodschap dat hij de Provinciale prijs voor Schone Kunsten kreeg. Hij werd uitgebreid gevierd in de zaal Onder de Toren op 13 januari 1972. Het dankwoord kon hij zelf niet meer uitspreken. Op 24 februari moest hij opnieuw naar het Virga-Jesseziekenhuis waar hij op 20 maart overleed. Zijn laatste doek "Achter de grote Moffert" maakte hij in december 1971.
- Digitale Bibliotheek voor de Nederlandse Letteren: herm123
- International Standard Name Identifier: 0000 0003 9992 9276
- Nederlandse Thesaurus van Auteursnamen: 172449650
- RKD-Nederlands Instituut voor Kunstgeschiedenis: 37818
- Union List of Artist Names: 500145382
- Virtual International Authority File: 295299846
- WorldCat: E39PBJhd9gDy8qWXr79CKXVcT3